# Urbise
Urbise és un municipi francès situat al departament del Loira i a la regió d'Alvèrnia-Roine-Alps. L'any 2007 tenia 129 habitants.

## Demografia

### Població
El 2007 la població de fet d'Urbise era de 129 persones. Hi havia 53 famílies de les quals 15 eren unipersonals (11 homes vivint sols i 4 dones vivint soles), 27 parelles sense fills i 11 parelles amb fills.
La població ha evolucionat segons el següent gràfic:
Habitants censats

### Habitatges
El 2007 hi havia 74 habitatges, 57 eren l'habitatge principal de la família, 13 eren segones residències i 4 estaven desocupats. 71 eren cases i 3 eren apartaments. Dels 57 habitatges principals, 49 estaven ocupats pels seus propietaris i 8 estaven llogats i ocupats pels llogaters; 10 tenien tres cambres, 10 en tenien quatre i 36 en tenien cinc o més. 46 habitatges disposaven pel capbaix d'una plaça de pàrquing. A 29 habitatges hi havia un automòbil i a 22 n'hi havia dos o més.

### Piràmide de població
La piràmide de població per edats i sexe el 2009 era:
| Homes | Edats   | Dones |
| ----- | ------- | ----- |
| 0     | 95 o +  | 0     |
| 0     | 90 a 94 | 0     |
| 0     | 85 a 89 | 0     |
| 4     | 80 a 84 | 4     |
| 4     | 75 a 79 | 8     |
| 8     | 70 a 74 | 0     |
| 0     | 65 a 69 | 8     |
| 8     | 60 a 64 | 4     |
| 0     | 55 a 59 | 0     |
| 4     | 50 a 54 | 4     |
| 8     | 45 a 49 | 8     |
| 4     | 40 a 44 | 4     |
| 0     | 35 a 39 | 8     |
| 0     | 30 a 34 | 0     |
| 8     | 25 a 29 | 8     |
| 0     | 20 a 24 | 0     |
| 8     | 15 a 19 | 12    |
| 4     | 10 a 14 | 12    |
| 4     | 5 a 9   | 0     |
| 0     | 0 a 4   | 4     |

## Economia
El 2007 la població en edat de treballar era de 76 persones, 58 eren actives i 18 eren inactives. De les 58 persones actives 54 estaven ocupades (35 homes i 19 dones) i 4 estaven aturades (2 homes i 2 dones). De les 18 persones inactives 10 estaven jubilades i 8 estaven classificades com a «altres inactius».

### Ingressos
El 2009 a Urbise hi havia 58 unitats fiscals que integraven 140 persones, la mediana anual d'ingressos fiscals per persona era de 12.770,5 €.

### Activitats econòmiques
Dels 4 establiments que hi havia el 2007, 1 era d'una empresa de comerç i reparació d'automòbils, 1 d'una empresa d'hostatgeria i restauració, 1 d'una entitat de l'administració pública i 1 d'una empresa classificada com a «altres activitats de serveis».
L'únic servei als particulars que hi havia el 2009 era una perruqueria.
L'any 2000 a Urbise hi havia 18 explotacions agrícoles.

## Equipaments sanitaris i escolars
El 2009 hi havia una escola maternal integrada dins d'un grup escolar amb les comunes properes formant una escola dispersa.

## Poblacions més properes
El següent diagrama mostra les poblacions més properes.